# Bertha-von-Suttner-Platz (Hannover)

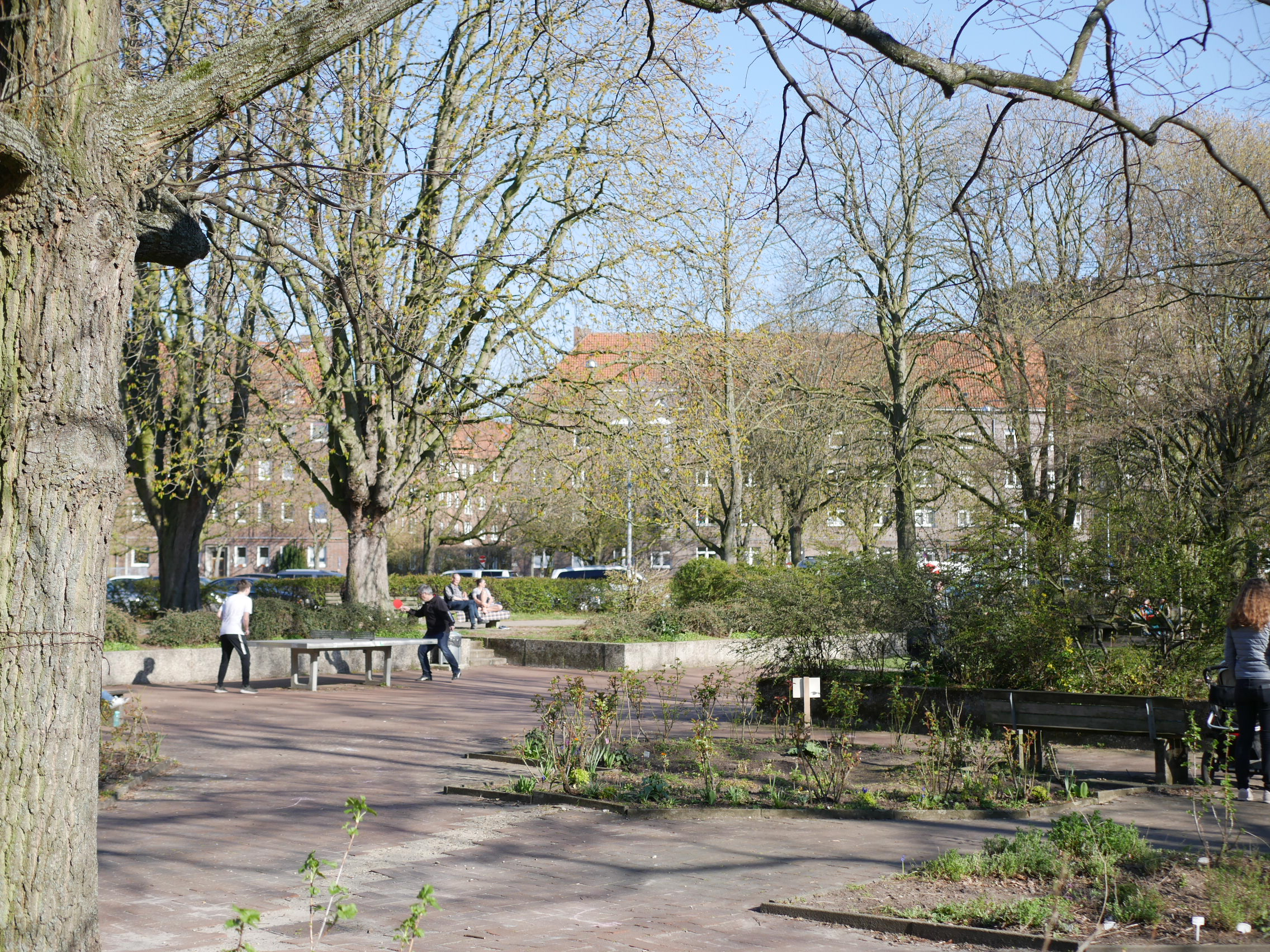
Bertha-von-Suttner-Platz

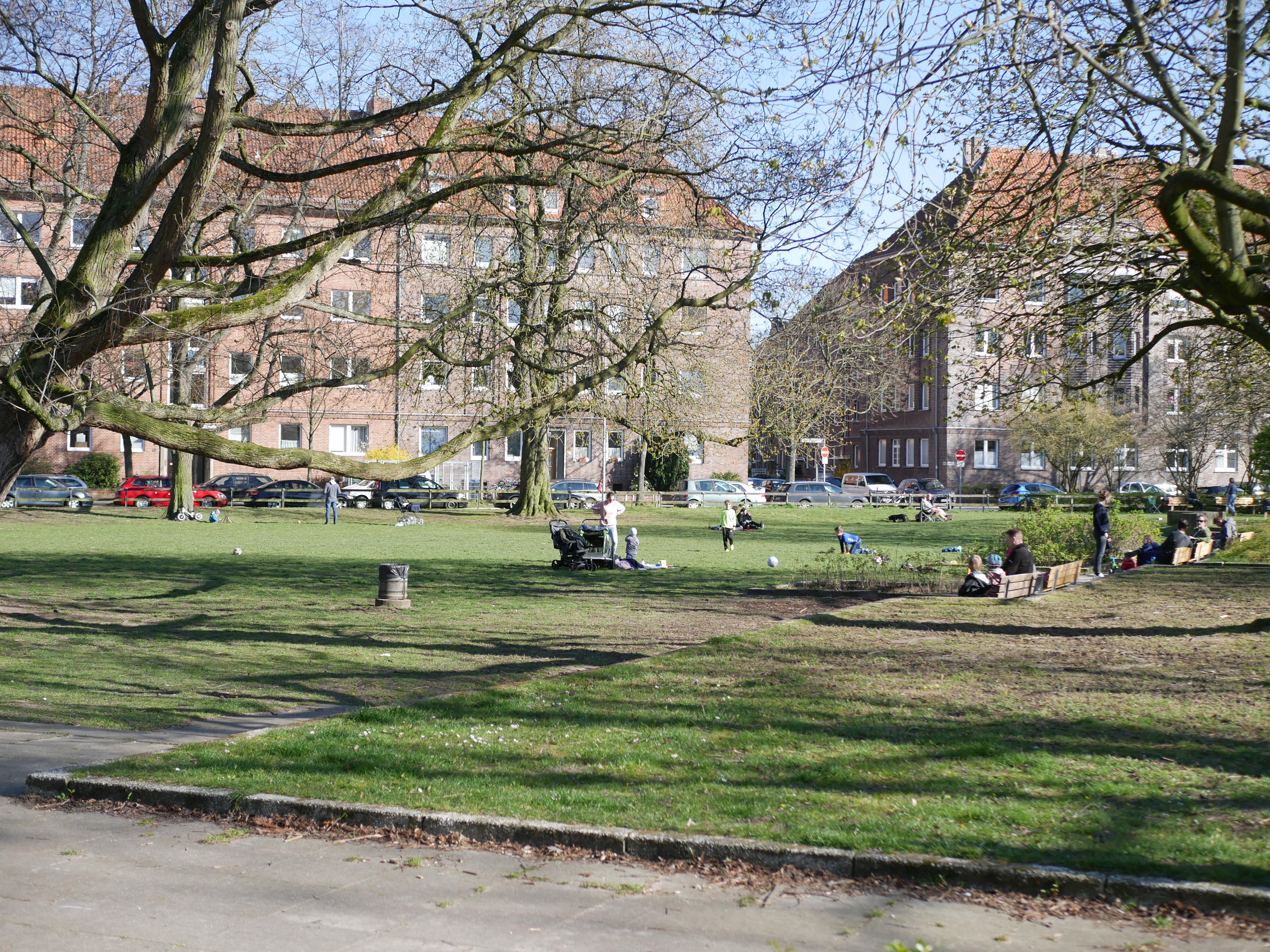
Spiel- und Liegewiese auf dem Platz

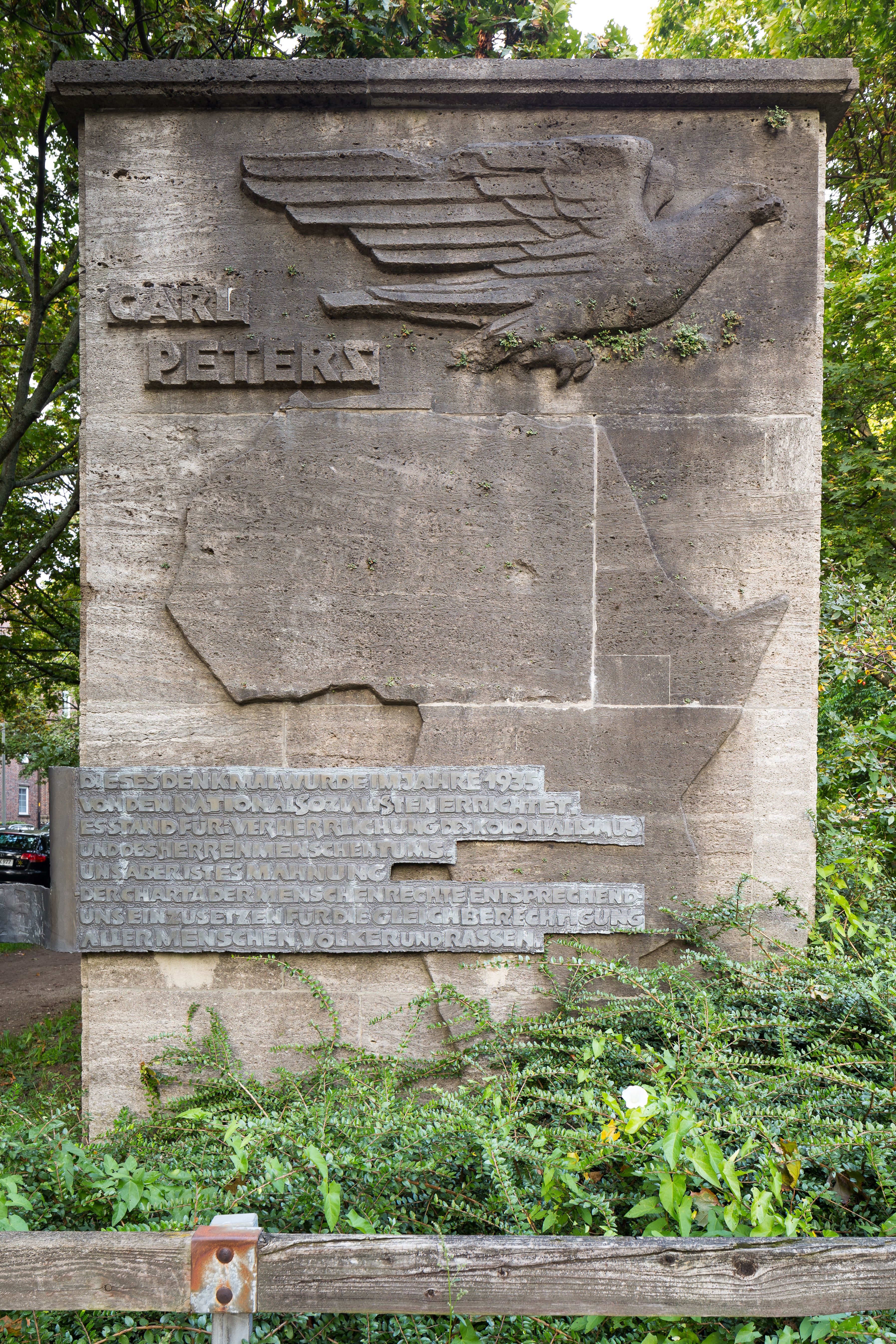
Das Mahnmal gegen Kolonialismus auf dem Platz

Der Bertha-von-Suttner-Platz (bɛɐ̯ta fɔn sʊtnɐ plat͡s) ist ein dreieckiger Platz im Stadtteil Südstadt von Hannover, der nach der österreichischen Friedensnobelpreisträgerin Bertha von Suttner benannt ist. Er wurde im Jahr 1916 angelegt und erhielt zur Ehrung des Begründers der Kolonie Deutsch-Ostafrika Carl Peters ursprünglich den Namen Karl-Peters-Platz.
Nach einer mehrjährigen Diskussion über die Ehrenwürdigkeit von Carl Peters aufgrund der von ihm im Zuge der Kolonialisierung begangenen Kriegsverbrechen wurde am 27. Juni 1991 der Beschluss zur Umbenennung getroffen, am 1. Februar 1994 erhielt der Platz dann seinen heutigen Namen.

## Lage und Verkehr
Der Platz liegt im Süd-Osten der Südstadt. Er wird in Nord-Süd-Richtung von einer der Hauptverkehrsachsen der Südstadt durchzogen, die in diesem Abschnitt ebenfalls den Namen des Platzes trägt und baulich als Hauptstraße angelegt ist. In nördlicher Richtung wird diese Straße in Richtung Hauptbahnhof als Sallstraße fortgeführt, in südlicher Richtung als Stresemannallee.

## Bebauung
Der Platz besteht aus einer als Park ausgestalteten Grünfläche, die von Straßen umsäumt wird, an die sich wiederum eine Wohn-Blockbebauung anschließt, die vereinzelt auf Erdgeschossebene auch Geschäftsräume enthält.
Sowohl in dem West- als auch dem Ostteil des Platzes sind in die Parkanlage 1970/71 errichtete Spielplätze eingebettet. Im Ostteil des Platzes befindet sich das im Zuge der Anlage des Platzes errichtete, heutige Mahnmal gegen Kolonialismus.